# Sojus TMA-12M
Sojus TMA-12M ist eine Missionsbezeichnung für den Flug des russischen Raumschiffs Sojus zur Internationalen Raumstation. Im Rahmen des ISS-Programms trägt der Flug die Bezeichnung ISS AF-38S. Es war der 38. Besuch eines Sojus-Raumschiffs an der ISS und der 144. Flug im Sojusprogramm.

## Besatzung

### Hauptbesatzung
- Alexander Alexandrowitsch Skworzow (2. Raumflug), Kommandant, (Russland/Roskosmos)
- Oleg Germanowitsch Artemjew (1. Raumflug), Bordingenieur, (Russland/Roskosmos)
- Steven Ray Swanson (3. Raumflug), Bordingenieur, (USA/NASA)

### Ersatzmannschaft
- Alexander Michailowitsch Samokutjajew (2. Raumflug), Kommandant, (Russland/Roskosmos)
- Jelena Olegowna Serowa (1. Raumflug), Bordingenieurin, (Russland/Roskosmos)
- Barry Eugene Wilmore (2. Raumflug), Bordingenieur, (USA/NASA)

## Missionsbeschreibung
Die Mission brachte drei Besatzungsmitglieder der ISS-Expeditionen 39 und 40 zur Internationalen Raumstation.
Sojus TMA-12M sollte planmäßig im „Express-Modus“, also nach sechs Stunden oder vier Erdumläufen an der ISS ankoppeln. Die dazu nötigen zwei ersten Triebwerkszündungen fanden ordnungsgemäß statt. Die dritte Zündung blieb wegen inkorrekter Bahndaten aus. Daraufhin entschieden sich die russischen Flugkontrolleure für den herkömmlichen Anflug über einen Zeitraum von zwei Tagen. Die Annäherung an die ISS, die Kopplung und das Umsteigen der Raumfahrer erfolgten dann ohne Probleme.
Am 10. September 2014 um 23:01 UTC koppelte Sojus TMA-12M mit Skworzow, Artemjew und Swanson an Bord ab. Damit begann auf der ISS die Expedition 41 mit Maxim Surajew als Kommandant. Der Deorbit Burn fand um 1:30 UTC am 11. September statt und brachte die Raumkapsel um 2:01 UTC in die dichteren Bereiche der Erdatmosphäre. Die Landung erfolgte dann um 2:23 UTC 149 km südöstlich von Scheskasgan pünktlich und zielgenau in der Steppe Kasachstans.

## Galerie

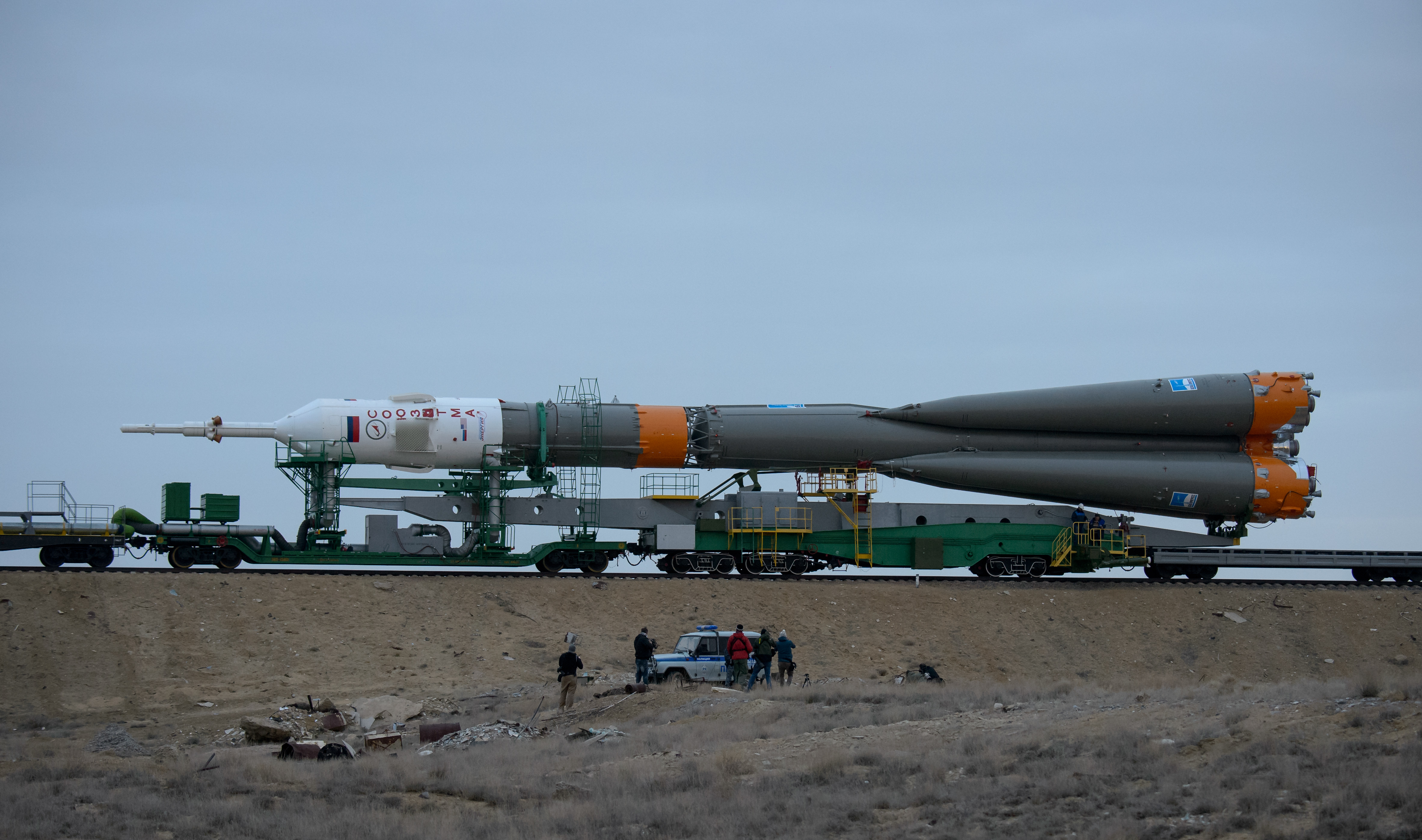
Der Rollout der Rakete am 23. März 2014
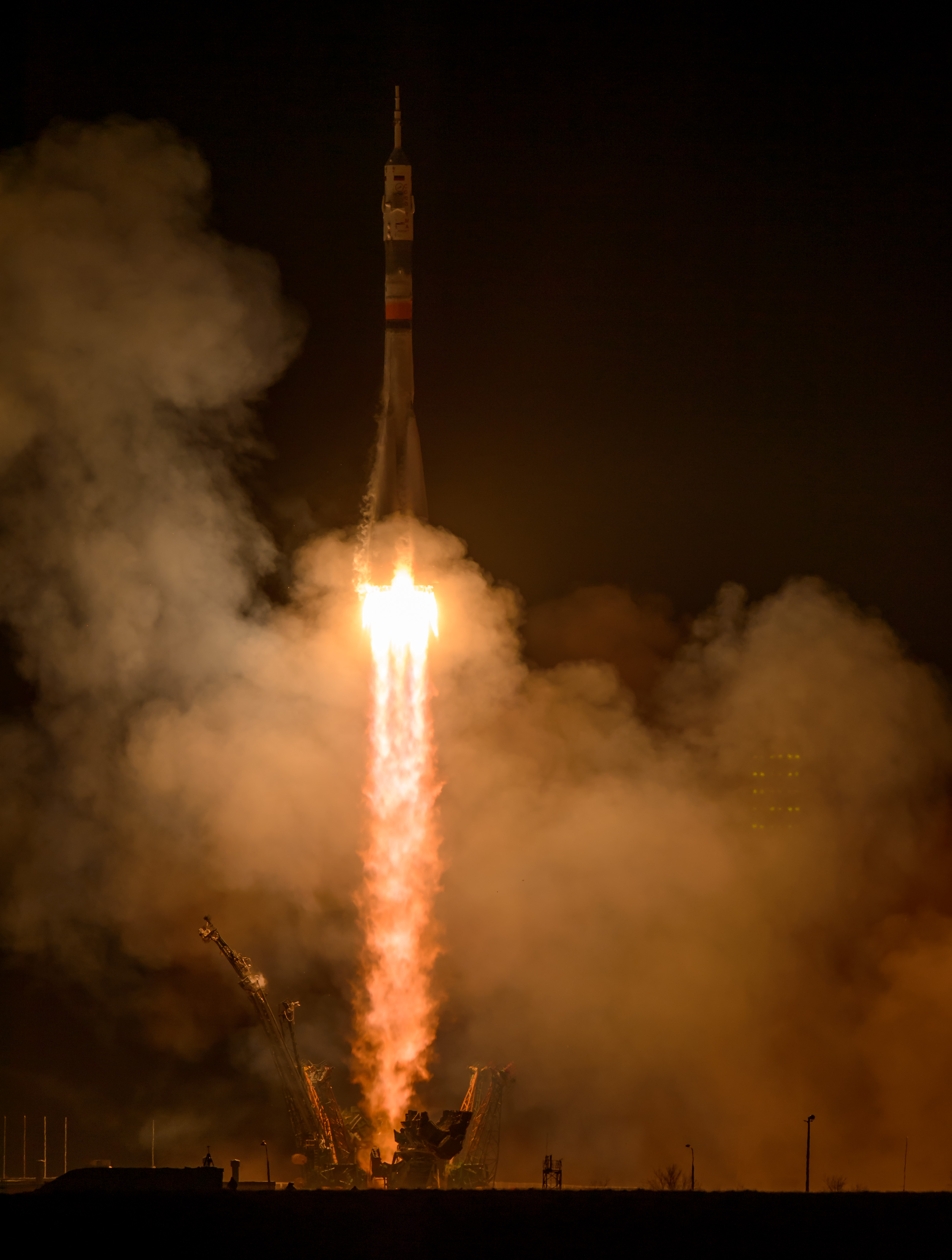
Der Start am 25. März
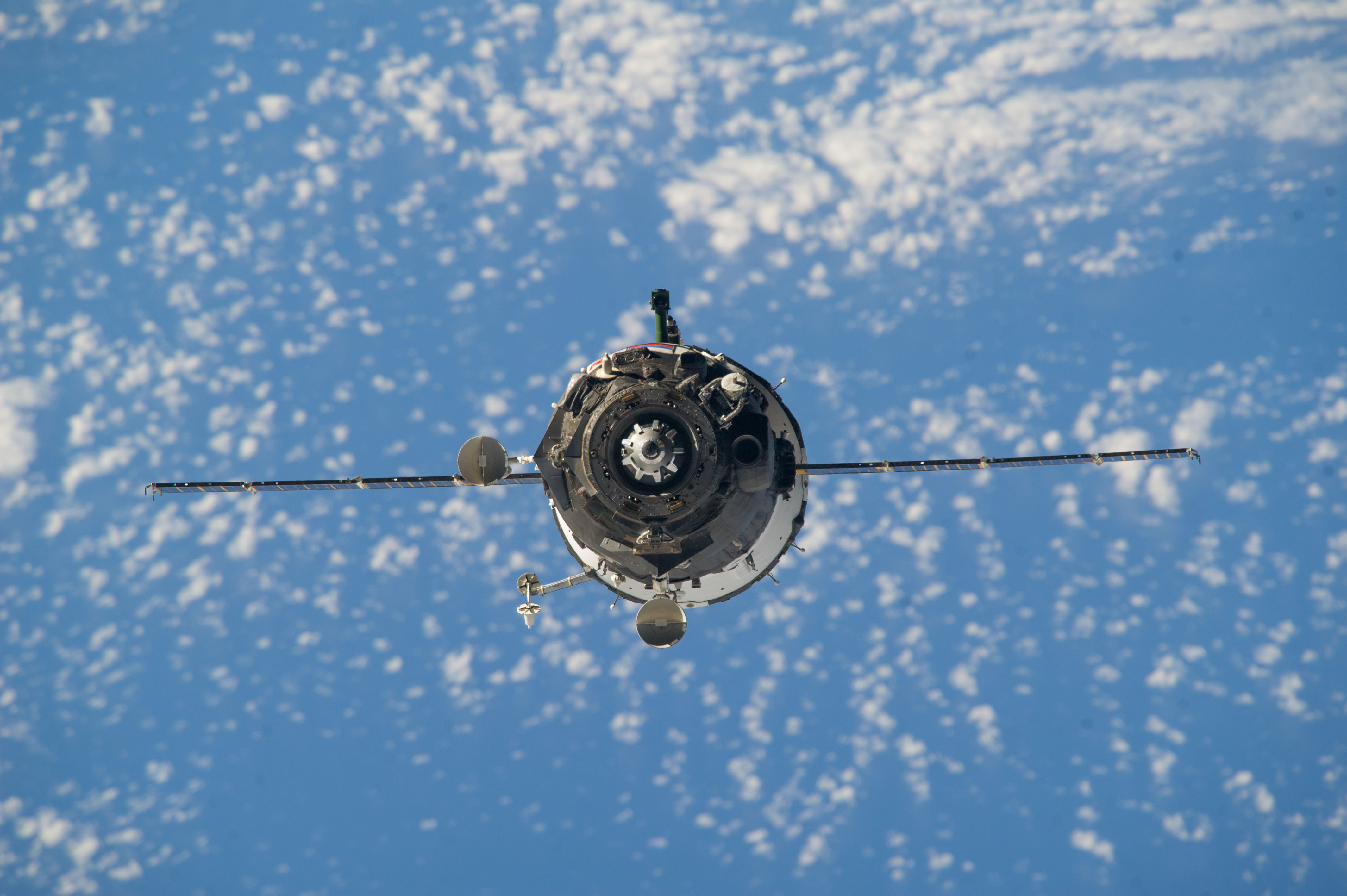
Das Raumschiff kurz vor dem Docken am 27. März
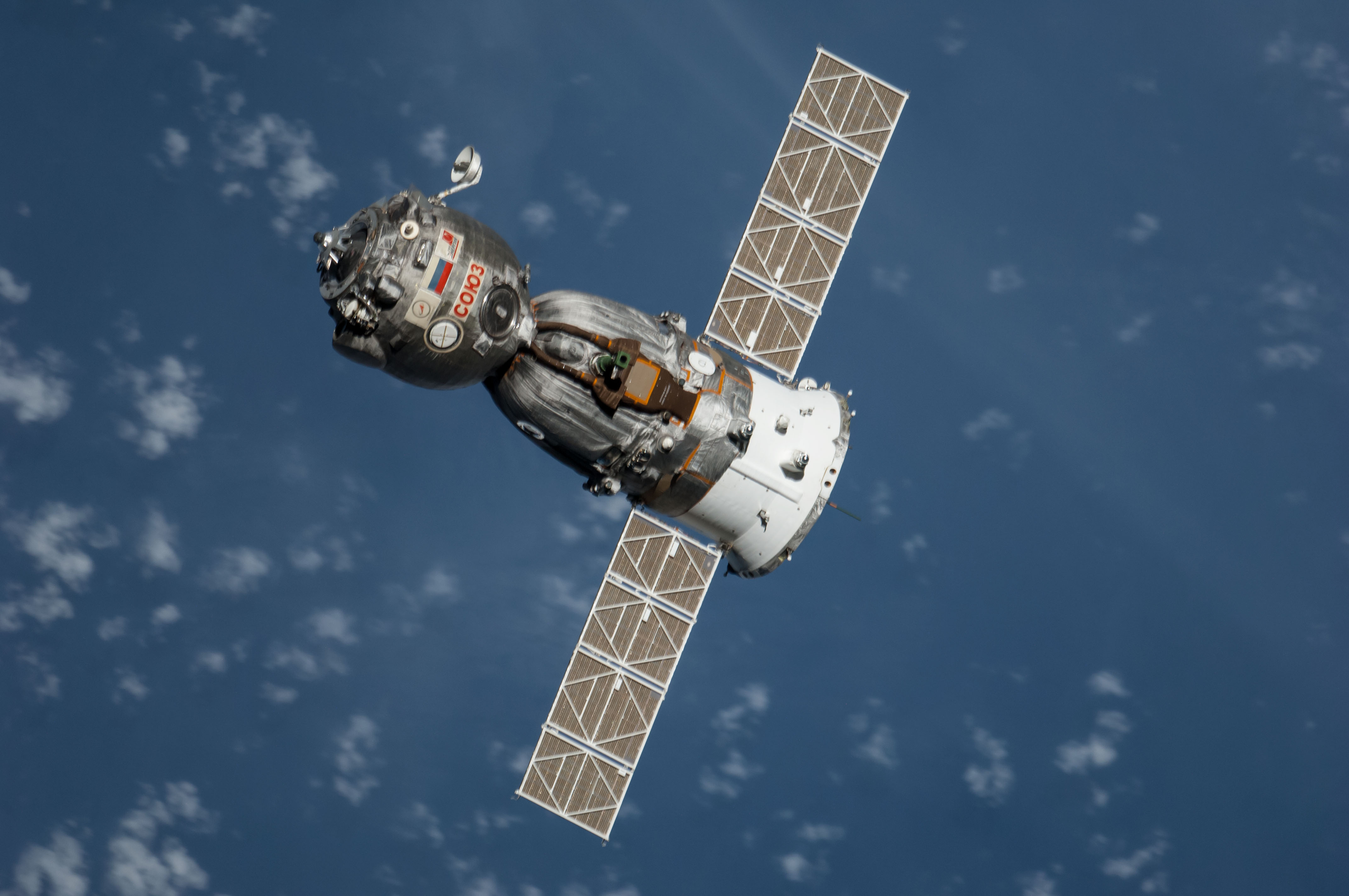
Das Raumschiff nach dem Abdocken am 10. September